# Klinglbach
Klinglbach ist ein Dorf am Oberlauf des namensgebenden Bachs Klinglbach im Bayerischen Wald. Der etwa 700 m über NHN hoch gelegene Gemeindeteil der Gemeinde Sankt Englmar hat etwa 50 Einwohner. Klinglbach liegt unterhalb des Berges Pröller (1048 m ü. NHN), der zu den bekanntesten Skigebieten des Bayerischen Waldes zählt.

## Geschichte

### Einwohnerentwicklung
- 1835: 00  94 Einwohner[2]
- 1860: 0  112 Einwohner[3]
- 1871: 00  99 Einwohner[4]
- 1875: 00  97 Einwohner[5]
- 1885: 00  92 Einwohner[6]
- 1900: 00  79 Einwohner[7]
- 1913: 00  83 Einwohner[8]
- 1925: 00  65 Einwohner[9]
- 1950: 0  110 Einwohner[10]
- 1961: 00  93 Einwohner[11]
- 1970: 00  62 Einwohner[12]
- 1987: 00  45 Einwohner[1]

### Schule
Etwa 1904 wurde in Klinglbach eine zum Schuldistrikt Mitterfels I gehörende katholische Schule neu eingerichtet. Zu ihrem Einzugsbereich gehörten neben Klinglbach auch Ahornwies, Grün, Haidberg, Hinterwies, Klingldorf, Kolmberg, Maibrunn und Zellwies. Die Schule bestand bis mindestens 1961. Davor gehörte Klinglbach zum Sprengel der Schule in Englmar.

### Jagdbläsertreffen
In Klinglbach fand von 1961 bis 1970 sieben Mal das Landesbläsertreffen der bayerischen Jagdhornbläser statt. Bis zu 1.000 Bläser aus Österreich, Frankreich und der Schweiz nahmen daran teil. Neben hoher Prominenz aus dem Jagd- und Forstwesen gaben unter anderem der damalige Bayerische Ministerpräsident Alfons Goppel (1966 und 1968), der Staatsminister Alois Hundhammer (1963) und die Regierungspräsidenten Hopfner und Riederer Klinglbach die Ehre. Höhepunkt der Veranstaltung war die abendliche Hubertusmesse im Freien, die von den Jagdhornbläsern musikalisch umrahmt wurde.
Besonders hervorzuheben sind die Jahre 1963 und 1968, in denen die Messe von Bischof Rudolf Graber und Augustin Mayer, Abt von Metten (später Kurienkardinal in Rom), zelebriert worden ist. Das erste Tontaubenschießen fand am 7. Mai 1960 am Weiher des Gutes Klinglbach statt. Bis 1970 entwickelte es sich zu einem der größten seiner Art in Bayern. Bis zu 10.000 Besucher konnten bei diesen Großveranstaltungen gezählt werden.

## Biotop
In der Umgebung des Ortes liegt im Quellgebiet des Klinglbachs ein naturnahes Feuchtbiotop, das auch einigen gefährdeten Arten einen Lebensraum bietet. Im zum Naturraum Oberpfälzer und Bayerischer Wald im Landkreis Straubing-Bogen gehörenden Gebiet prägen Fluren mit Pfeifengrasfluren (Molinia caerulea) und Bestände von Wald-Simsen (Scirpus sylvaticus), durchsetzt mit lockeren Gehölzgruppen, das Landschaftsbild. In den Nieder- und Übergangsmoorgebieten wächst Wollgras neben Sümpfen mit Schnabel-Seggen (Carex rostrata) und großen Fieberkleebeständen. Auf von Quellwasser durchrieselten Flächen wächst eine schwingrasenähnliche Pflanzendecke aus Torfmoosen. Der Bachlauf wird von Hochstaudenfluren begleitet, in denen auch das rare Berg-Greiskraut (Senecio subalpinus KOCH) aus der Familie der Korbblütler zu finden ist. In höher liegendem Gelände dominieren Feuchtwiesen mit Trollblumen und Niedermoore mit unter anderem Rundblättrigem Sonnentau.